# LS (기업)
LS(LS Corp.)는 LS그룹의 지주회사이다. 1969년 금성전선(주)으로 설립하였다. LG전선(1995년), LS전선(2005년), LS(2008년)로 사명 변경하였고 2008년 7월 LS그룹의 지주회사 전환 과정에서 LS엠트론과 분리되었다.

## 같이 보기
- LS그룹